# 熊刚
熊刚，研究员，信息内容安全技术专家。

## 生平
1993年毕业于西安理工大学，获学士学位；1996年在上海交通大学获得控制科学与工程博士学位。
2008年，任中国科学院办公厅信息化工作处副处长；2009年至2012年，任中国科学院自动化研究所副研究员，复杂系统管理与控制国家重点实验室聘用研究员。2011年至今，任中国科学院自动化研究所北京市智能化技术与系统工程技术研究中心任副主任；2012年至今，任自动化所东莞研究院任常务副院长；中国科学院云计算中心任副主任。
熊刚在信息内容安全技术方面颇有造诣。曾有活动人士列出了参与中国“防火长城”项目的三个主要学者，并呼吁美国禁止他们入境参加学术会议，其中就有熊刚。